# Карлос Наварро
Карлос Аріас Наварро (ісп. Carlos Arias Navarro; 11 грудня 1908–1989) — іспанський політик; прибічник Франсіско Франко, 1957—1965 шеф служби безпеки, 1973 міністр внутрішніх справ Іспанії; 1973—1976 прем'єр-міністр Іспанії, якого відправив у відставку король Хуан Карлос I.

## Біографія

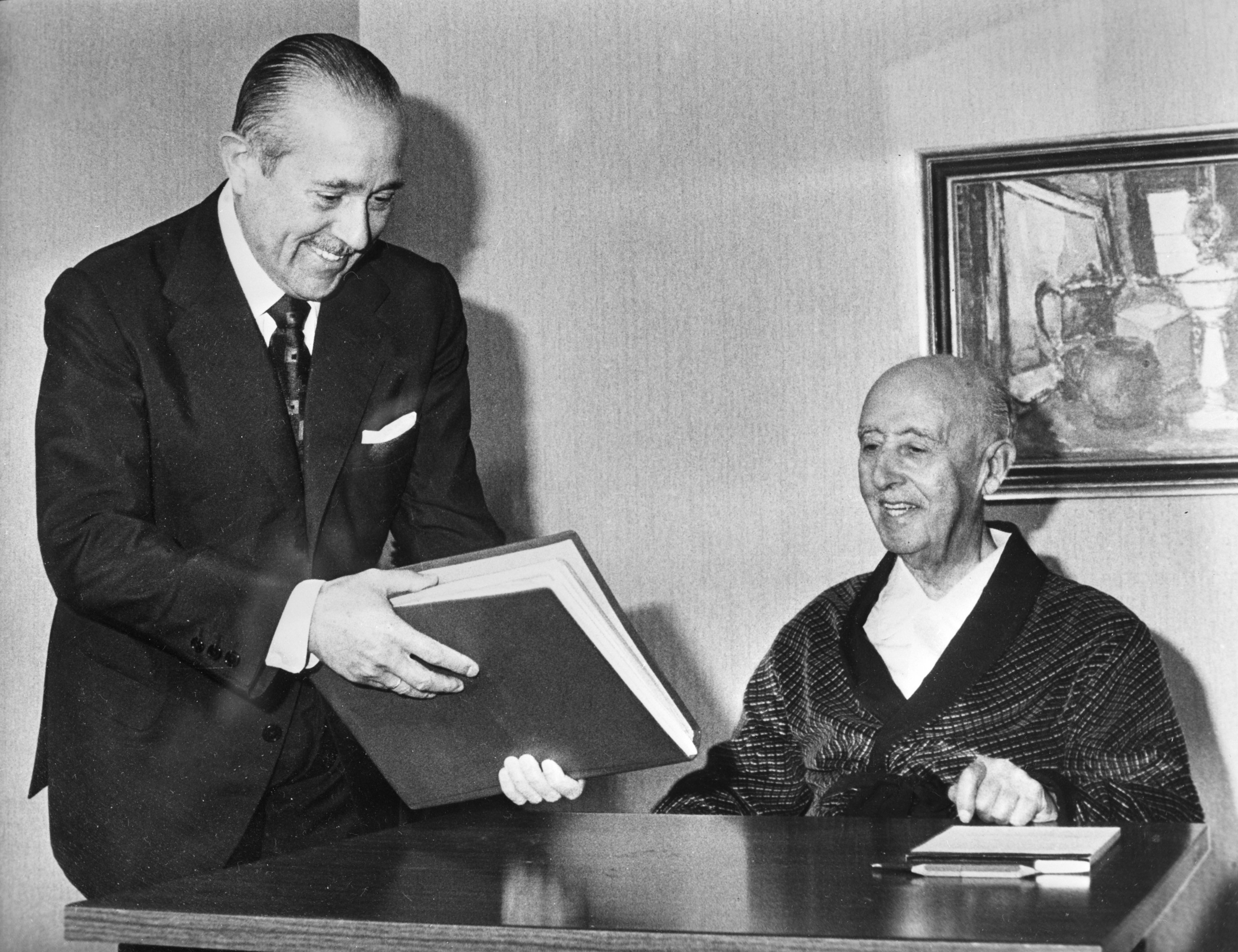
Наварро і Франко, 1975 рік

Аріас Наварро народився 11 грудня 1908 року в Мадриді.
Від 1929 року працював адвокатом у міністерстві юстиції в Малазі й Мадриді. Був наближеним до правих політичних сил і став на бік франкістів під час Громадянської війни в Іспанії. Був прокурором під час судових процесів, організаторами яких стали представники правих сил, що перемогли в битві за Малагу. Там йому дали прізвисько «м'ясник Малаги» (Carnicero de Málaga) за ту роль, яку він відіграв коли присуджували смертні вироки справжнім і удаваним симпатикам республіканців. То був один із найжорстокіших періодів репресій, під час якого за оцінками страчено до 17000 осіб.
Після роботи на різних посадах, включаючи мера Мадрида від 1965 до червня 1973, Аріас у червні 1973 року став міністром управління. Після вбивства прем'єр міністра (Presidente del Gobierno) Луїса Карреро Бланко його призначено на цю посаду 31 грудня 1973. Мав підтримку родини Франко, особливо Кармен Поло, отож зберіг цю посаду впродовж переходу Іспанії до демократії. Однак задушення каталонського анархіста Сальвадора Пуча Антіка в березні 1974 року вже показало його несприйняття політичної лібералізації, тоді як інші події, включаючи страти у вересні 1974, Зелений марш у листопаді 1975, організатором якого був король Марокко Хасан II, а також хвороба і смерть Франко (про яку Аріас оголосив по телебаченню), показали його слабкості й послабили його авторитет.
Наступник Франко на посаді голови держави, король Хуан Карлос I, продовжив строк його перебування на посаді прем'єр-міністра, отож саме уряд Аріаса (у складі якого були Мануель Фрага Ірібарне і Хосе Марія де Ареїльса) запровадив перші реформи, хоча й неохоче. Аріас намагався продовжувати пізню політику Франко, виступаючи проти будь-яких реформ. Після довгої політичної боротьби Хуан Карлос I відправив Аріаса у відставку 1 липня 1976 року.
На другий день після відставки йому присуджено спадковий титул Маркіз Аріас Наварро (marqués de Arias Navarro) разом з почесним званням Grande de España. Оскільки Аріас не мав спадкоємців, то його титул зник разом з його смертю.